# استیون کالینز
استیون کالینز (انگلیسی: Stephen Collins؛ زادهٔ ۱ اکتبر ۱۹۴۷) یک هنرپیشه اهل ایالات متحده آمریکا است. وی از سال ۱۹۷۴ میلادی تاکنون مشغول فعالیت بوده‌است.
از فیلم‌ها یا برنامه‌های تلویزیونی که وی در آن نقش داشته‌است می‌توان به همه مردان رئیس‌جمهور، اولین باشگاه همسران، استلا، تفنگ جدید من، زوج‌های عاشق، برای اینکه من گفتم، میلیون‌ها بروسترس و سه کله‌پوک اشاره کرد.